# SuperFetch
SuperFetch est un algorithme qui charge automatiquement en mémoire les programmes utilisés le plus couramment afin de permettre d’y accéder plus rapidement. SuperFetch peut accéder aux unités de stockage externes et les utiliser comme mémoire cache. Il fait partie de Windows Vista, Windows 7, 8.x, 10, tous les systèmes d’exploitation récents de Microsoft.
Cette technologie est destinée à améliorer la vitesse d’ouverture et le temps de réponse des programmes les plus utilisés. Elle est basée sur un système d’analyse des processus non système, c’est-à-dire que le système analyse quels programmes sont le plus couramment utilisés pour chaque journée (Exemple : si l’utilisateur est un joueur qui fait encore des études, le système préchargera les mardis Microsoft Word ou OpenOffice.org, alors que les samedis, il préchargera Doom, Minecraft, The Binding of Isaac, ou tout autre jeu que l’utilisateur utilise couramment) pour le précharger au démarrage en tâche de fond. Elle permet également d’utiliser une clé USB, voire plusieurs, comme mémoire RAM supplémentaire.
Les utilisateurs peuvent donc utiliser une simple clé USB pour exploiter le SuperFetch qui s’appuie sur l’espace disponible sur la clé USB pour stocker ses fichiers de pré-chargement. Cette technologie est surtout utile pour les utilisateurs d’ordinateurs portables, souvent limités en extensions mémoires. Les données qui seront stockées par le Superfetch sur la clé USB seront chiffrées. Une clé d’au moins 512 Mo suffit pour utiliser cette fonctionnalité, il faut privilégier une clé rapide à une clé grande capacité.